# 北端峰
45°56′32″N 7°52′12″E / 45.94222°N 7.87000°E

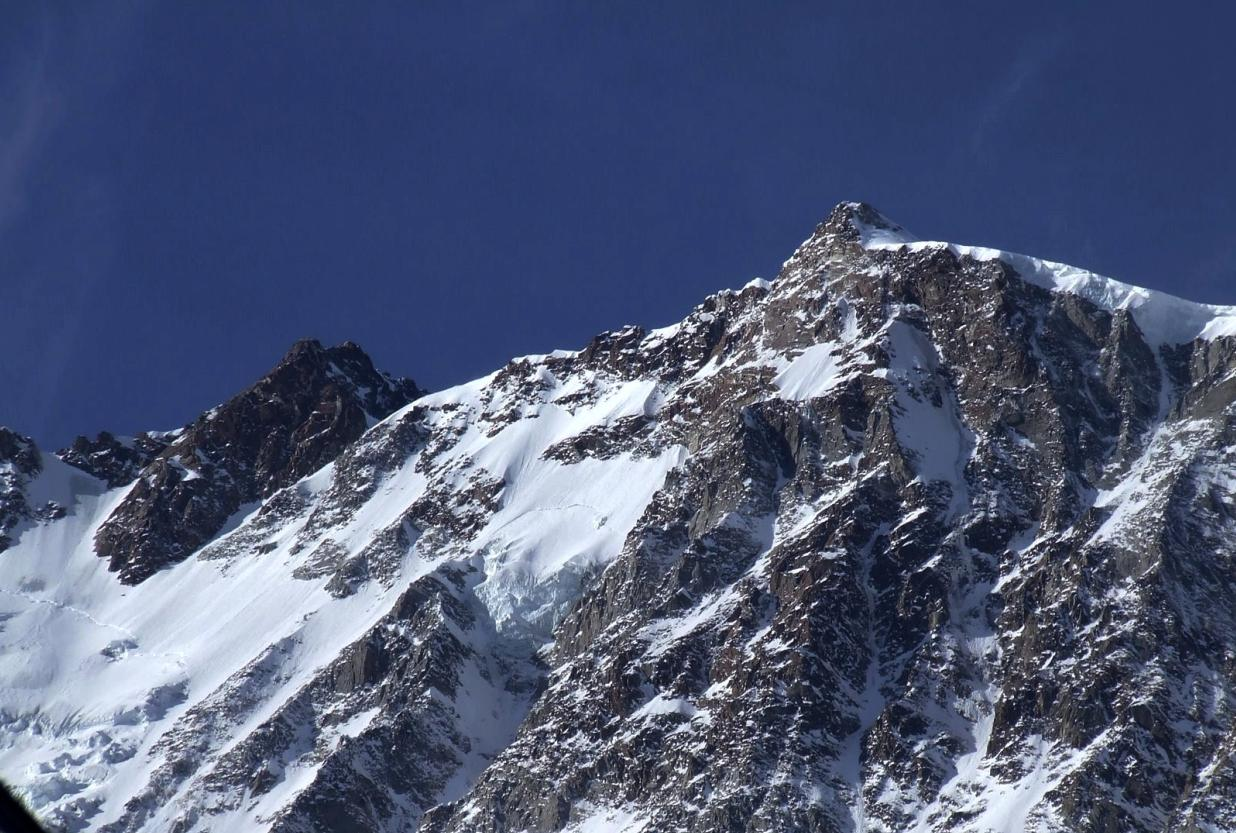

北端峰（德語：Nordend）是歐洲的山峰，位於瑞士和意大利接壤的邊境，處於羅莎峰北端，海拔高度4,609米，是阿爾卑斯山第四高峰，人類在1861年8月26日首次登上該山峰。